# Kanton Saint-Étienne-de-Montluc
Der Kanton Saint-Étienne-de-Montluc war bis 2015 ein französischer Wahlkreis im Arrondissement Nantes, im Département Loire-Atlantique und in der Region Pays de la Loire; sein Hauptort war Saint-Étienne-de-Montluc. Letzte Vertreterin im Generalrat des Départements war von 2012 bis 2015 Dominique Uberti (parteilos).

## Gemeinden
Der Kanton Saint-Étienne-de-Montluc umfasste die Wahlberechtigten fünf Gemeinden:
| Gemeinde                 | Bretonisch            | Einwohner (2012) | Fläche (km²) | Code postal | Code Insee |
| ------------------------ | --------------------- | ---------------- | ------------ | ----------- | ---------- |
| Cordemais                | Kordevez              | 3294             | 37,15        | 44360       | 44045      |
| Couëron                  | Koeron                | 19.765           | 44,03        | 44220       | 44047      |
| Saint-Étienne-de-Montluc | Sant-Stefan-Brengoloù | 6635             | 57,57        | 44360       | 44158      |
| Le Temple-de-Bretagne    | Templ-Breizh          | 1865             | 1,60         | 44360       | 44203      |
| Vigneux-de-Bretagne      | Gwinieg-Breizh        | 5572             | 54,68        | 44360       | 44217      |
| Kanton                   |                       | 37.131           | 195,03       | –           | 4435       |